# Onesia flavisquama
Onesia flavisquama är en tvåvingeart som beskrevs av Hiromu Kurahashi 1992. Onesia flavisquama ingår i släktet Onesia och familjen spyflugor.
Artens utbredningsområde är Nepal. Inga underarter finns listade i Catalogue of Life.